# Lucas Kazan
Lucas Kazan (* 1965 in Mailand) ist ein italienischer Filmproduzent und Regisseur von homosexuellen Pornofilmen.

## Leben
Kazan wurde 1965 in Mailand, Italien, geboren. Nach seiner Schulzeit in den 1970er Jahren begann er in den 1990er Jahren in der Pornofilmbranche tätig zu werden. Als Filmregisseur und Filmproduzent drehte er mehrere Filme. Kazan gründete 1998 das Unternehmen Lucas Kazan Productions mit Firmensitz in Hollywood, Kalifornien.
2008 wurde Kazan in die Hall of Fame der GayVN Awards aufgenommen.

## Filmografie (Auswahl)
- Journey to Italy, 1997
- The Summoner, 1998
- Hotel Italia, 1999
- Road to Naples, 2000
- Across the Ocean, 2000
- Italian Style, 2000 (GayVN Award für Best Foreign Video)
- American Holidays, 2001
- Out in Tuscany, 2002
- Maspalomas, 2002
- L’Elisir D’Amore, 2002
- Under the Big Top, 2003
- Mykonos, 2003
- LKP Video Highlights, 2003
- A Sicilian Tale, 2003
- The Innkeeper, 2003
- Journey to Greece, 2004
- Italian for the Beginner, 2004
- Backstage, 2004
- Decameron: Two Naughty Tales, 2005
- Love and Lust, 2005
- The School for Lovers, 2006 (Grabby Award für Best International Video; GayVN Award für Best Foreign Release und Best Foreign Actor)
- The Men I Wanted, 2007
- Sexcursions, 2008
- Italians and Other Strangers, 2008 (GayVN Award für Best Foreign Release)

## Preise und Auszeichnungen (Auswahl)
- GayVN Awards, 2008, Hall of Fame
- Grabby Awards